# Cicle de Fickett-Jacobs

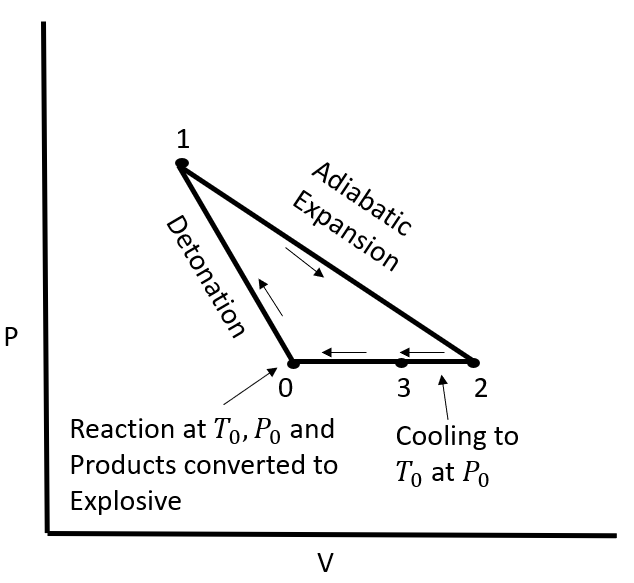
Figura 1 : Diagrama del cicle quasiestàtic de Fickett-Jacobs per a la detonació. Els camins dibuixats representen la sèrie d'estats d'equilibri ocupats pel sistema, excepte durant el procés de detonació (pas 0 a 1), on el sistema és temporalment no uniforme. No obstant això, el principi i el final del procés de detonació són uniformes.

El cicle Fickett-Jacobs és un cicle termodinàmic conceptual que permet calcular un límit superior a la quantitat de treball mecànic obtingut d'un cicle utilitzant un procés de detonació inestacionari (explosiu). El cicle Fickett-Jacobs (FJ) es basa en la teoria de Chapman-Jouguet (CJ), una aproximació de la velocitat de l'ona de detonació durant una detonació.  Aquest cicle s'investiga per a motors de detonació rotativa (RDE), considerats més eficients que els motors de combustió clàssics que es basen en els cicles de Brayton o Humphrey.
El cicle FJ per a la detonació és una elaboració de les idees originals de Jacobs (1956). El primer a proposar l'aplicació de cicles termodinàmics a la detonació va ser Iàkov Zeldovich el 1940. En el seu treball, va concloure que l'eficiència del cicle de detonació és lleugerament més gran que la dels cicles de combustió a volum constant anteriors. Les idees de Zeldovich no eren conegudes ni per Jacbos ni per Fickett.
Des del 1940 s'han discutit intents seriosos per detonar sistemes de propulsió, però fins avui no s'ha trobat cap enfocament pràctic. La detonació és el procés pel qual el material es crema molt ràpidament i es converteix en energia (taxa de combustió extremadament alta). La principal dificultat que presenta el procés és la necessitat de barrejar ràpidament el combustible i l'aire a altes velocitats i mantenir la detonació de manera controlable.

## Model de cicle termodinàmic
El cicle FJ es basa en un pistó-cilindre tancat on els reactius i els productes d'explosió estan constantment continguts a l'interior. Els explosius, els pistons i el cilindre defineixen el sistema termodinàmic tancat. A més, se suposa que el cilindre i els pistons són rígids, sense massa i adiabàtics.
El cicle FJ ideal consta de cinc processos:
1. Els reactius es comprimeixen isentròpicament: s'aplica un treball extern per moure un pistó a una velocitat superior , iniciant instantàniament un front de detonació a la superfície del pistó. L'ona de detonació es propaga i els productes de descomposició la segueixen en un estat uniforme a una velocitat u p. Un cop arriba al segon pistó, tot el conjunt pistó-cilindre es mou a una velocitat constant cap amunt.
2. L'energia cinètica produïda durant el primer procés es converteix en treball extern.
3. Expansió adiabàtica: Els productes de detonació gasosos tornen a una pressió final igual a la pressió inicial, Ρ₂.
4. Extracció de calor: Els productes gasosos es refreden reversiblement a una pressió constant per assolir la temperatura inicial Τ0.
5. El cicle es completa convertint els productes en reactius, com en les condicions inicials.

El cicle complet es mostra a la figura 1.
El treball net realitzat pel sistema és igual a la suma del treball realitzat durant cada pas del cicle. Com que tots els processos dels cicles que es mostren a la Figura 2 són reversibles, excepte el procés de detonació, el treball calculat és un límit superior del treball que es pot obtenir durant qualsevol procés cíclic amb una detonació propagadora com a pas de combustió.

## Interpretació matemàtica del treball total del cicle

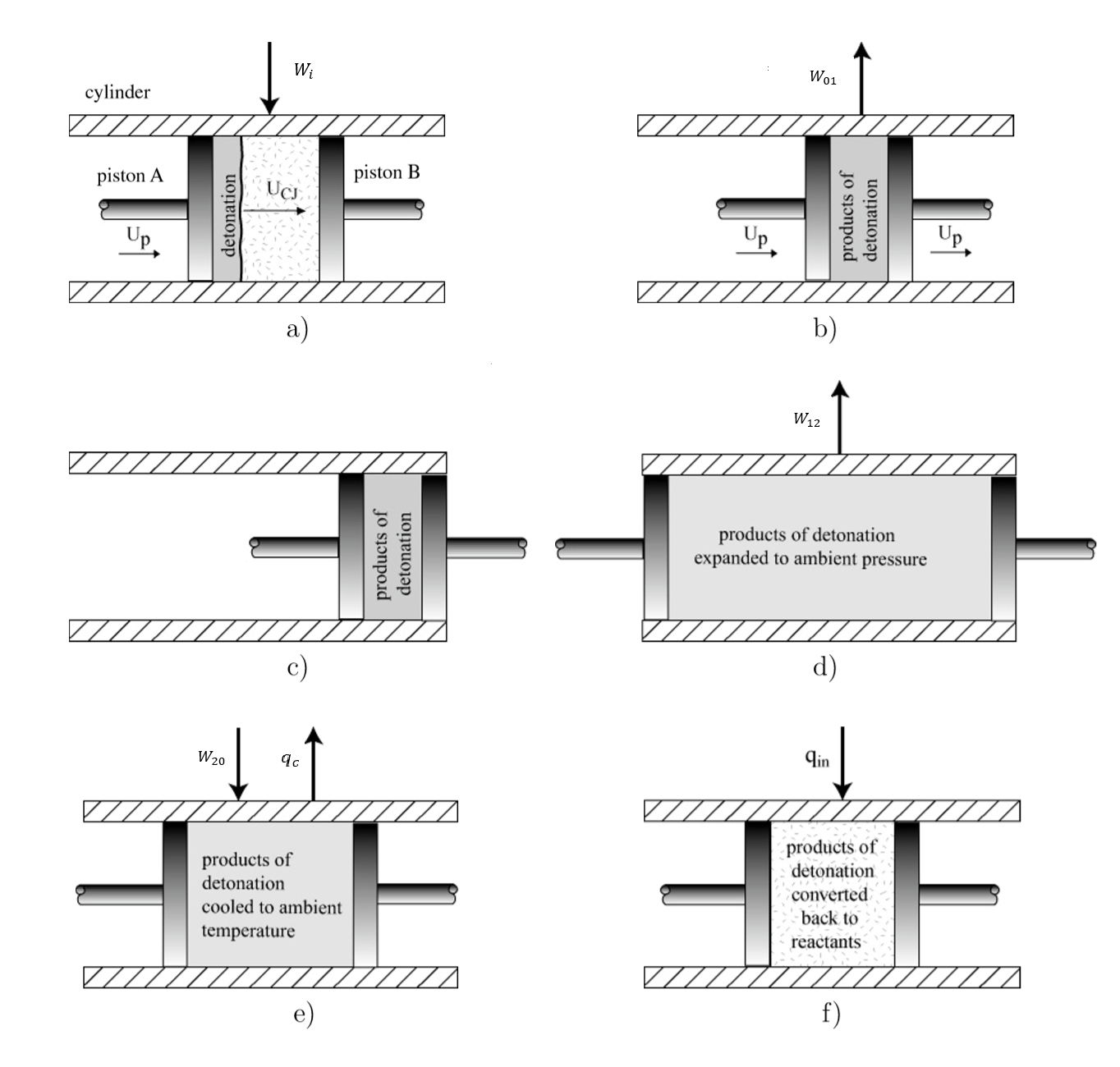
Figura 2 : Representació esquemàtica dels diferents passos del cicle Fickett-Jacobs. a) Aplicant una força externa per moure el pistó a una velocitat u_{p}, i detonació simultània dels explosius (U _{CJ} és la velocitat del front d'ona de la detonació). b) Acceleració del pistó Α cap a la dreta. c) Conversió de treball mecànic a treball extern mitjançant la desacceleració dels productes de detonació. d) Expansió dels productes a la pressió atmosfèrica. e) Extracció de calor i pressió constant. f) Conversió de productes a reactius a temperatura i pressió constants.

En les equacions següents, tots els subíndexs corresponen als diferents passos del cicle Fickett-Jacobs, tal com es mostra a la Figura 2. A més, a la Figura 1 es mostra una representació del treball realitzat pel sistema i del treball extern aplicat al sistema.
Inicialment, el treball realitzat al sistema per iniciar una detonació cíclica és
{\displaystyle W_{i}=-P_{i}Au_{p}(t-t_{0})}
On Ρ i és la pressió inicial aplicada a la unitat de superfície Α i la velocitat up des del temps {\displaystyle t-t_{0}}. El temps per arribar al final del cilindre es calcula utilitzant la longitud L del cilindre i la velocitat de l'ona de propagació (aproximada per Chapman-Jouguet), UCJ : {\displaystyle t-t_{0}={\frac {L}{U_{CJ}}}}. El fet que la massa de l'explosiu sigui {\displaystyle M=\rho LA}, on ρ és la densitat de l'explosiu, l'equació anterior esdevé
{\displaystyle W_{i}=-{\frac {P_{i}u_{p}}{\rho U_{CJ}}}}
El treball realitzat pel sistema (detonació) per unitat de massa d'explosiu és
{\displaystyle W_{01}={\frac {1}{2}}u_{p}^{2}}
El treball rrealitzat per l'expansió adiabàtica dels productes de reacció és
https://wikimedia.org/api/rest_v1/media/math/render/svg/4ae1b9a1559b7d75bc6f153cb48e33db14a65a10
On Ρ és la pressió sobre l'isentrop a través de l'estat 1, i V2 és el volum específic d'aquest isentrop a la pressió inicial Ρ0
Fickett considerava insignificant el treball realitzat a través dels passos 2 a 0 (inclòs el 3), però s'afegeix per tal de tenir un cicle termodinàmic complet i ser coherent amb la Primera Llei de la Termodinàmica. El treball addicional és
{\displaystyle W_{20}=-P_{0}(V_{0}-V_{2})}
El treball total realitzat pel sistema és, doncs,
{\displaystyle W_{tot}=W_{i}+W_{01}+W_{12}+W_{20}=W_{i}+H_{0}-H_{2}}

### Eficiència tèrmica
El rendiment tèrmic del cicle FJ és la relació entre el treball net realitzat i la calor específica de combustió.
{\displaystyle \eta ={\frac {W_{tot}}{q_{c}}}={\frac {H_{0}-H_{2}}{q_{c}}}}
On qc és la calor específica de combustió, definida com la diferència d'entalpia entre els reactius i els productes a la pressió i temperatura inicials: {\displaystyle q_{c}=H_{0}-H_{3}}.
El cicle FJ en general mostra la quantitat de treball disponible d'un sistema detonant.
Es demostra que l'eficiència tèrmica del cicle FJ depèn de la seva pressió inicial. L'eficiència tèrmica disminueix quan la pressió inicial disminueix a causa de l'augment de la dissociació a baixes pressions. La dissociació és un procés endotèrmic, per tant, redueix la quantitat d'energia alliberada en una detonació o la quantitat màxima de treball que es pot obtenir del cicle FJ. Les reaccions exotèrmiques s'afavoreixen quan s'augmenta la pressió inicial del sistema, i per tant, s'augmenta la quantitat de treball generat durant el cicle FJ.